# Жмаки
Жмаки (бел. Жма́кі) — деревня в Узденском районе Минской области Беларуси. В составе Озерского сельсовета.

## География
Рядом пролегает трасса Р23.

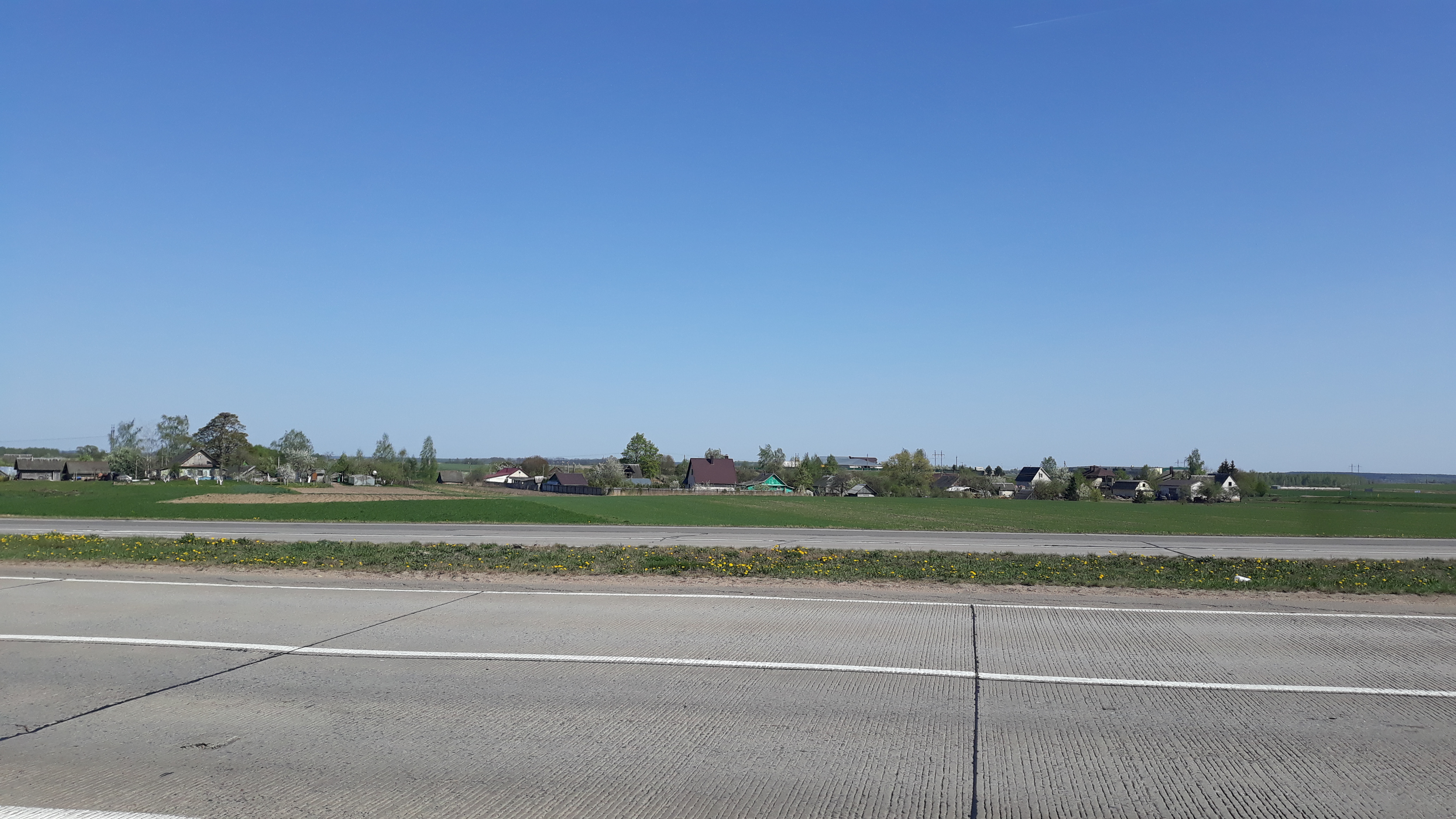

Ближайшие населённые пункты Застаринье, Мякоты и др.

## История
В 1909 году застенок в Минском уезде Самохваловичской волости Минской губернии.

## Население

### Численность
- 2009 год — 24 жителя

### Динамика
- 1909 год — 65 жителей, 8 дворов[2]
- 2009 год — 24 жителя (перепись населения)[2]

## Улицы
- Берёзовая
- Луговая
- Центральная